# 18 Scorpii
18 Scorpii (HD 146233) è una stella nana gialla situata nella costellazione dello Scorpione, distante 45 anni luce dal sistema solare. Dotata di una massa e di un raggio simili a quelli del Sole, è considerata una "quasi" gemella del Sole per le sue caratteristiche fisiche.

## Osservazione
Si tratta di una stella situata nell'emisfero celeste australe, ma molto in prossimità dell'equatore celeste; ciò comporta che possa essere osservata da tutte le regioni abitate della Terra senza alcuna difficoltà e che sia invisibile soltanto molto oltre il circolo polare artico. Nell'emisfero sud invece appare circumpolare solo nelle aree più interne del continente antartico. La sua magnitudine pari a 5,6 la pone al limite della visibilità ad occhio nudo, pertanto per essere osservata senza l'ausilio di strumenti occorre un cielo limpido e possibilmente senza Luna.
I mesi migliori per la sua osservazione sono quelli che corrispondono all'estate boreale, da maggio ad agosto.

## Caratteristiche fisiche
18 Scorpii è una stella della classe spettrale del Sole, G2V, e le sue caratteristiche fisiche principali, come massa e raggio, sono pressoché simili, solo leggermente superiori, così come è la sua luminosità, che è 1,06 volte quella solare, e la sua temperatura, vicina ai 5800 K. La sua attività è simile anch'essa a quella del Sole; pare infatti che abbia un ciclo di 7 anni, contro gli 11 della nostra stella. Anche il periodo di rotazione è piuttosto simile, circa 23 giorni.
Melendez et al. nel 2007 suggerirono che 18 Scorpii è una "quasi gemella" del Sole, per via della sua abbondanza di litio, circa 3 volte superiore a quella del Sole, che potrebbe significare che si tratta di una stella più giovane, riservando il titolo di vera gemella a HD 101364.
L'astronoma Margaret Turnbull nel 2003 inserì la stella come una delle più probabili candidate ad ospitare pianeti terrestri, inserendola tra le priorità nel suo catalogo HabCat. Non sono stati trovati al momento pianeti extrasolari orbitanti attorno ad essa, come non è stato trovato nessun eccesso di radiazione infrarossa che potrebbe suggerire la presenza di un disco circumstellare attorno ad essa.